# Bindoona glauerti
Genre
Espèce
Bindoona glauerti, unique représentant du genre Bindoona, est une espèce d'opilions laniatores à l'appartenance familiale incertaine.

## Distribution
Cette espèce est endémique du Wheatbelt en Australie-Occidentale. Elle se rencontre vers Bindoon.

## Description
L'holotype mesure 1,3 mm.

## Étymologie
Cette espèce est nommée en l'honneur de Ludwig Glauert.

## Publication originale
- Roewer, 1929 : « Contributions to the fauna of Rottnest Island. No. V. Opiliones in the Western Australian Museum. » Journal of the Royal Society of Western Australia, vol. 15, p. 95–98 (texte intégral).